# Babnica
Rezerwat przyrody „Babnica” – florystyczny rezerwat przyrody na Wybrzeżu Słowińskim na zachodnim skraju Nadmorskiego Parku Krajobrazowego (w jego otulinie). Został utworzony w 1996 roku na powierzchni 2,04 ha; w 2007 roku powiększono go do 55,99 ha. Rezerwat obejmuje nadmorskie obszary wydmy parabolicznej porośniętej z jednej strony lasem bukowo-dębowym, z drugiej zaś – borem sosnowym. Występują tu rzadkie, zagrożone i chronione porosty, m.in. granicznik płucnik. Najbliższa miejscowość to Białogóra.